# St. Marien (Bernkastel-Kues)

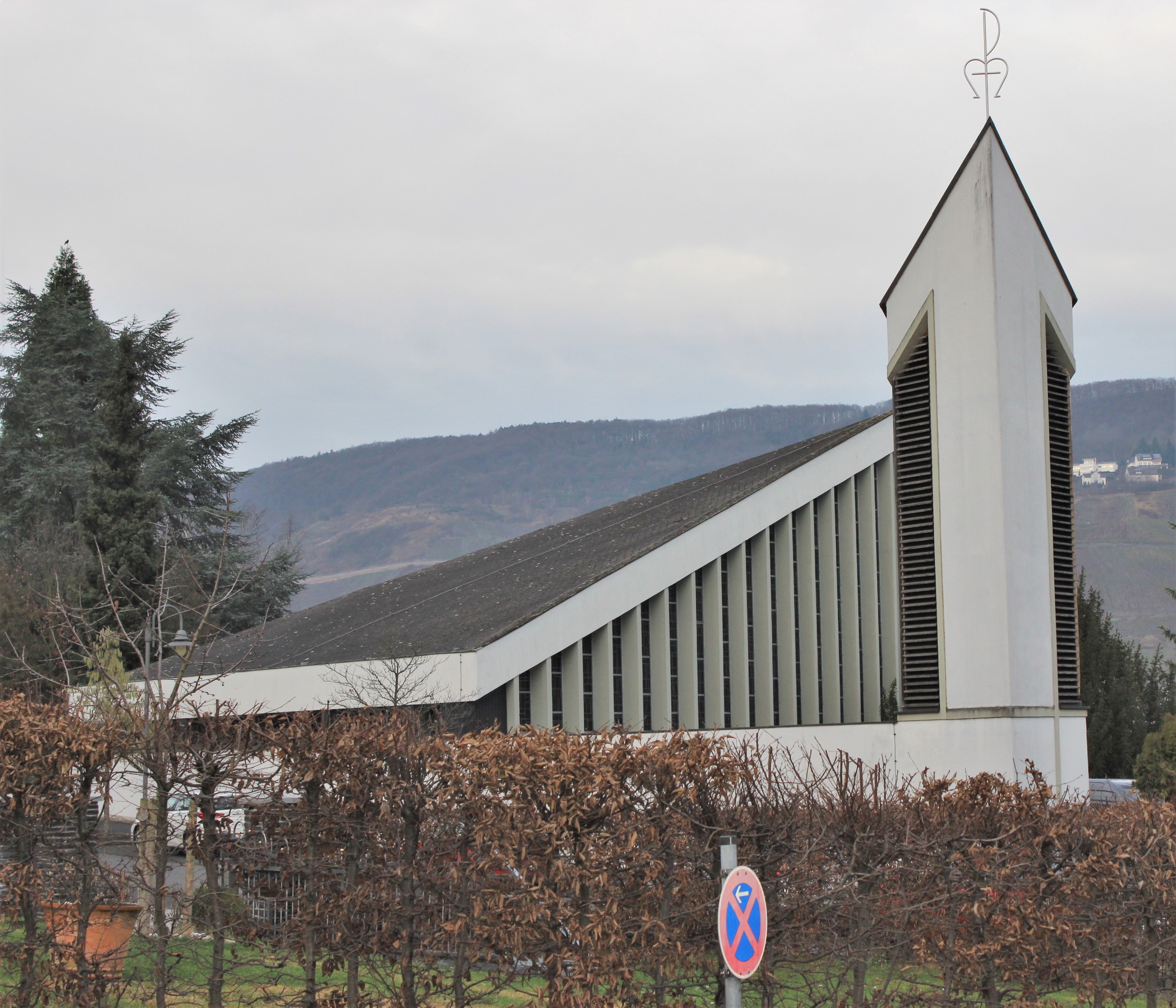
Die ehemalige Kirche St. Marien in Kues

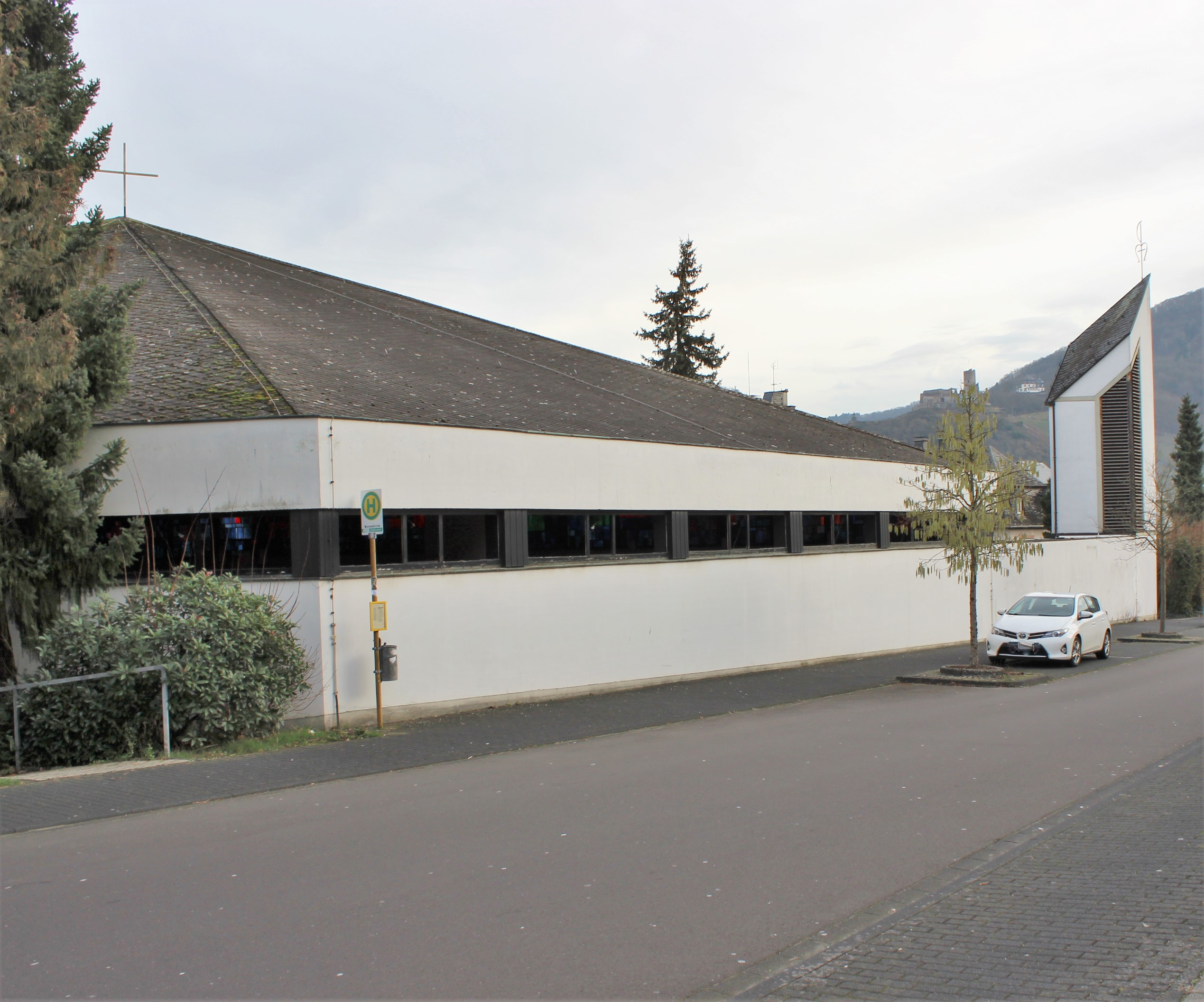
Ansicht von der Straßenseite

Die Kirche St. Marien war eine römisch-katholische Filialkirche des Bistums Trier im rheinland-pfälzischen Bernkastel-Kues. Sie gehörte zur Pfarrei St. Briktius Kues.

## Geschichte
Die Filialkirche St. Marien befand sich auf einem schmalen Grundstück zwischen dem Bergweg und der Brüningstraße im Stadtteil Kues. Sie wurde 1963 nach den Plänen des Architekten Klaus Frey errichtet und am 1. Mai 1963 konsekriert.
Nachdem Ende der 2000er Jahre der Entschluss zur Aufgabe der Marienkirche gefällt worden war, wurde 2008 der letzte reguläre Gottesdienst gefeiert. Am 14. Februar 2011 wurde St. Marien per Dekret profaniert und sieben Jahre später abgerissen. Auf dem Grundstück steht seit November 2019 ein Wohnheim für 24 Menschen mit geistiger Beeinträchtigung in Trägerschaft der St.Raphael Caritas Alten- und Behindertenhilfe GmbH.

## Baubeschreibung

### Äußeres
Die Kirche St. Marien besaß ein schlichtes äußeres Erscheinungsbild. Das weiße Gebäude mit einem rautenförmigen Grundriss wurde von einem Zeltdach überspannt. Ein wenig abseits und nur durch eine Mauer mit dem Kirchengebäude verbunden befand sich der Kirchturm. Der originale Turm aus dem Jahr 1963 erreichte eine Höhe von 30 m. Aus statischen Gründen wurde dieser in den 1990er Jahren abgerissen und durch einen nur noch 15 m hohen Turm ersetzt.

### Inneres
Das Innere der Kirche war ebenfalls schlicht in den Farben weiß und grau gestaltet. Der breite Kirchenraum wurde von einer zeltartigen Holzdecke überspannt, die ihren niedrigsten Punkt über der Orgel besaß und zur Altarwand hin an Höhe zunahm. Die beiden Wände, welche sich im Altarraum in einem stumpfen Winkel trafen waren bis zur Decke mit großen lichten Fensterfassaden durchbrochen.

## Orgel

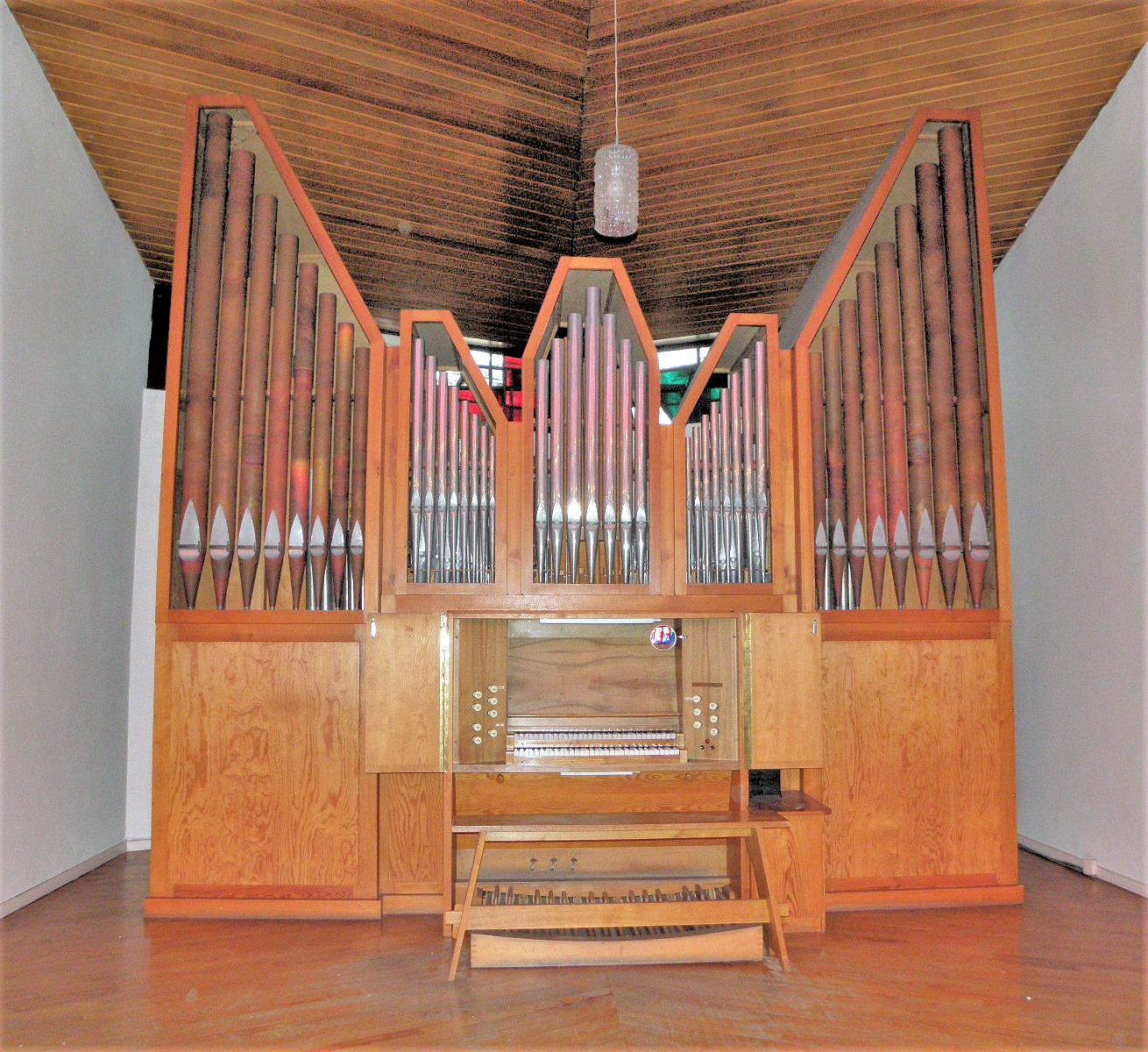
Weise-Orgel

Die Orgel war im Jahr 1966 durch die Firma Michael Weise erbaut worden und befindet sich seit 2012 um drei Register erweitert in der katholischen Schul- und Franziskanerkirche in Großkrotzenburg. Das Instrument besaß in Kues 13 Register auf zwei Manualen und Pedal. Die Spiel- und Registertrakturen sind mechanisch. Die Disposition der Weise-Orgel war am Standort in der Marienkirche in Kues wie folgt:
| I Hauptwerk C–g3 |           |       |
| 1.               | Rohrflöte | 8′    |
| 2.               | Octave    | 4′    |
| 3.               | Nachthorn | 2′    |
| 4.               | Mixtur IV | 1 ⁄3′ |
| 5.               | Schalmei  | 8′    |

| II Oberwerk C–g3 |                |                |
| 6.               | Gedackt        | 8′             |
| 7.               | Spitzflöte     | 4′             |
| 8.               | Principal      | 2′             |
| 9.               | Sesquialter II | 2 ⁄3′ + 1 3⁄5′ |
| 10.              | Quarte II      | 1 ⁄3′ + 1′     |
|                  | Tremulant      |                |

| Pedal C–f1 |           |     |
| 11         | Subbass   | 16′ |
| 12.        | Offenbass | 8′  |
| 13.        | Hohlflöte | 4′  |

- Koppeln: II/I, I/P, II/P

## Bilder nach Profanierung der Kirche

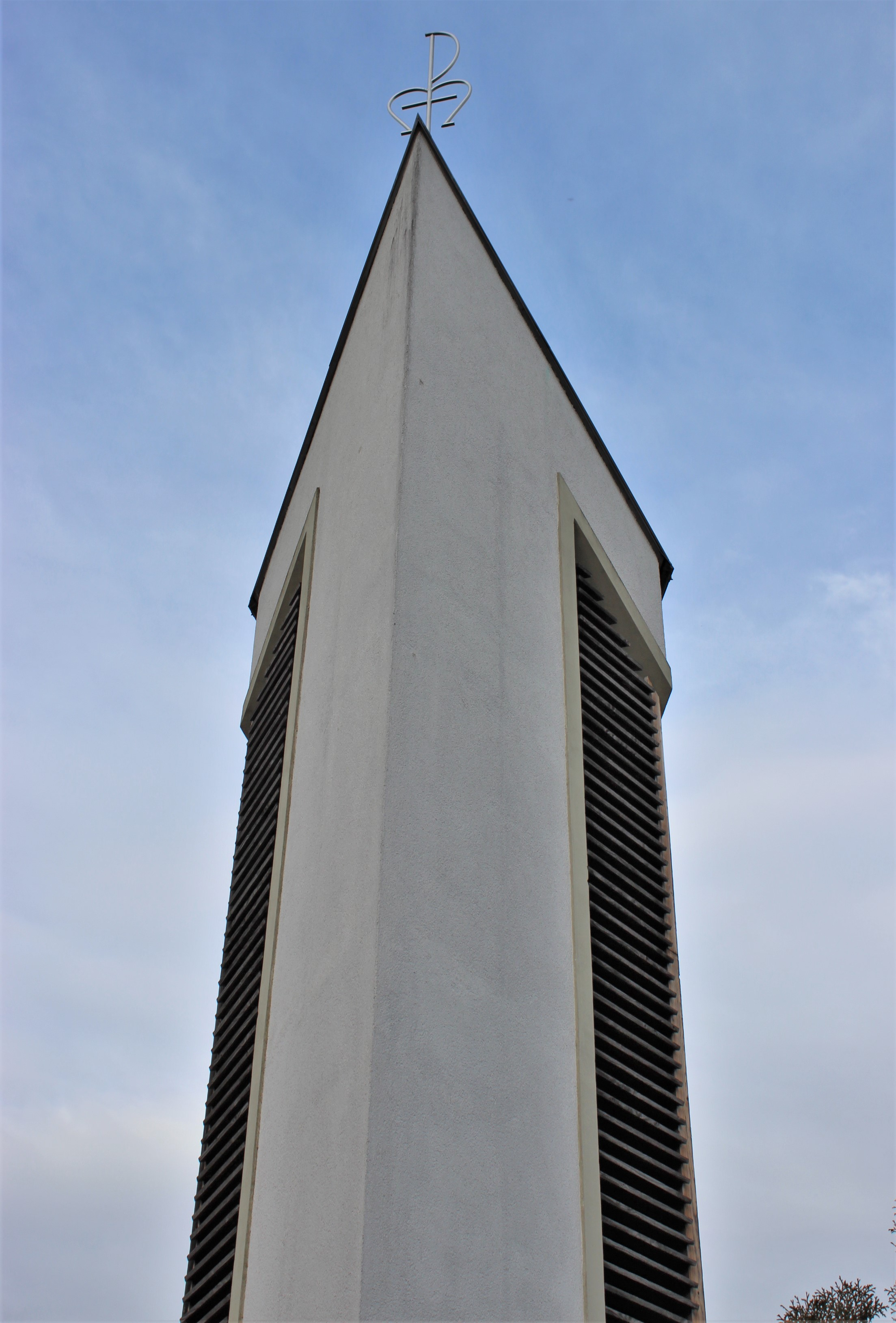
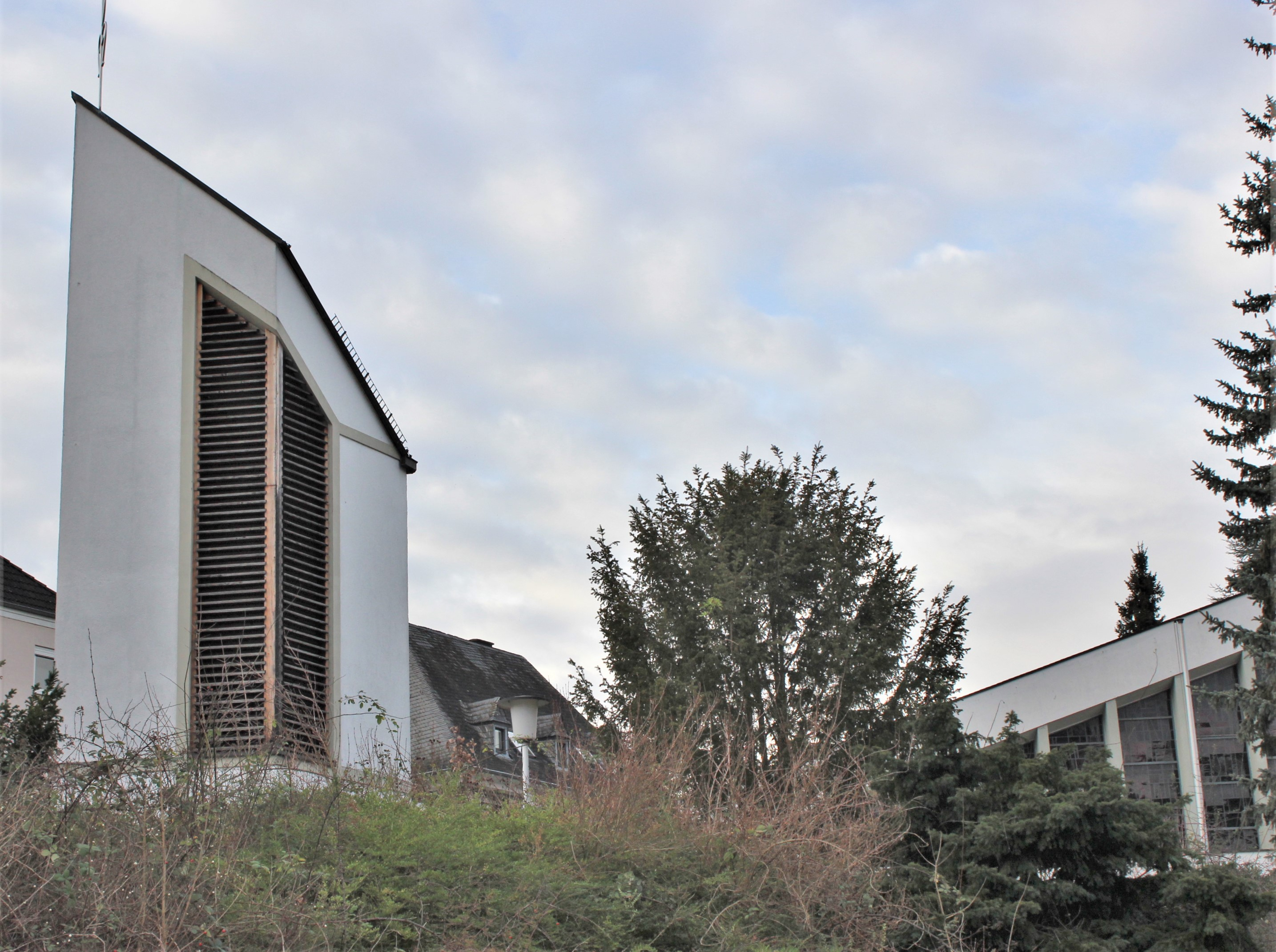
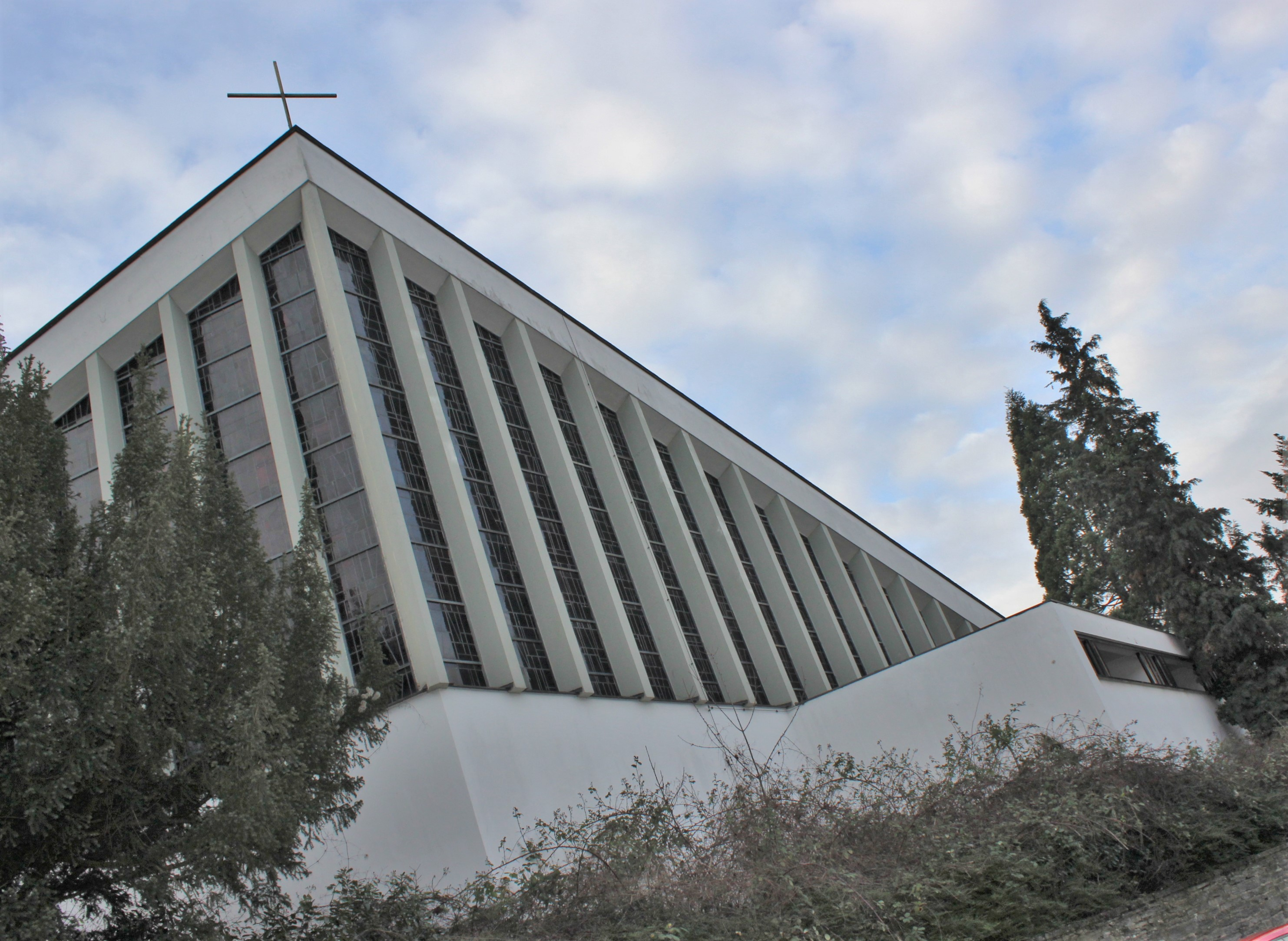
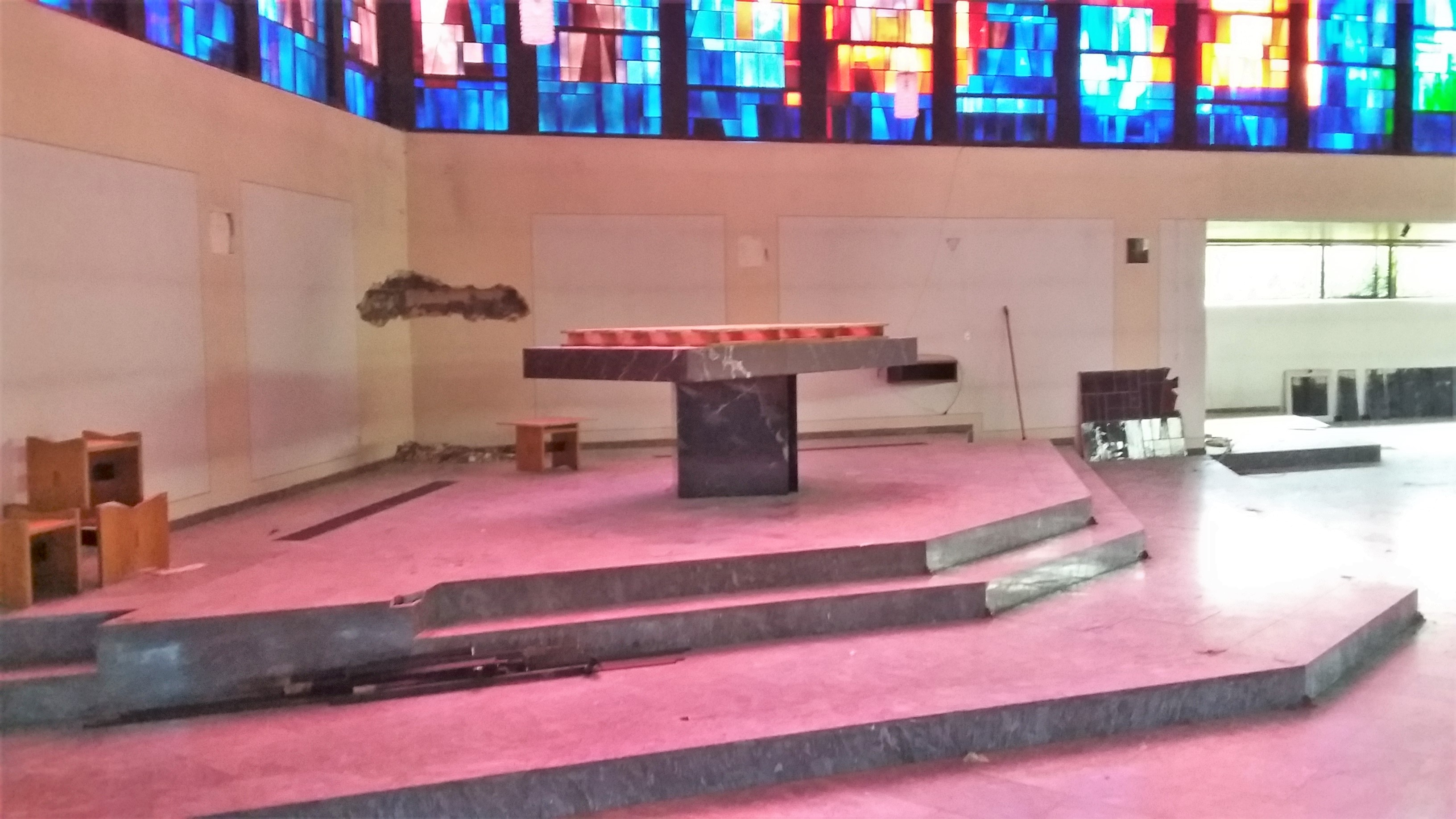
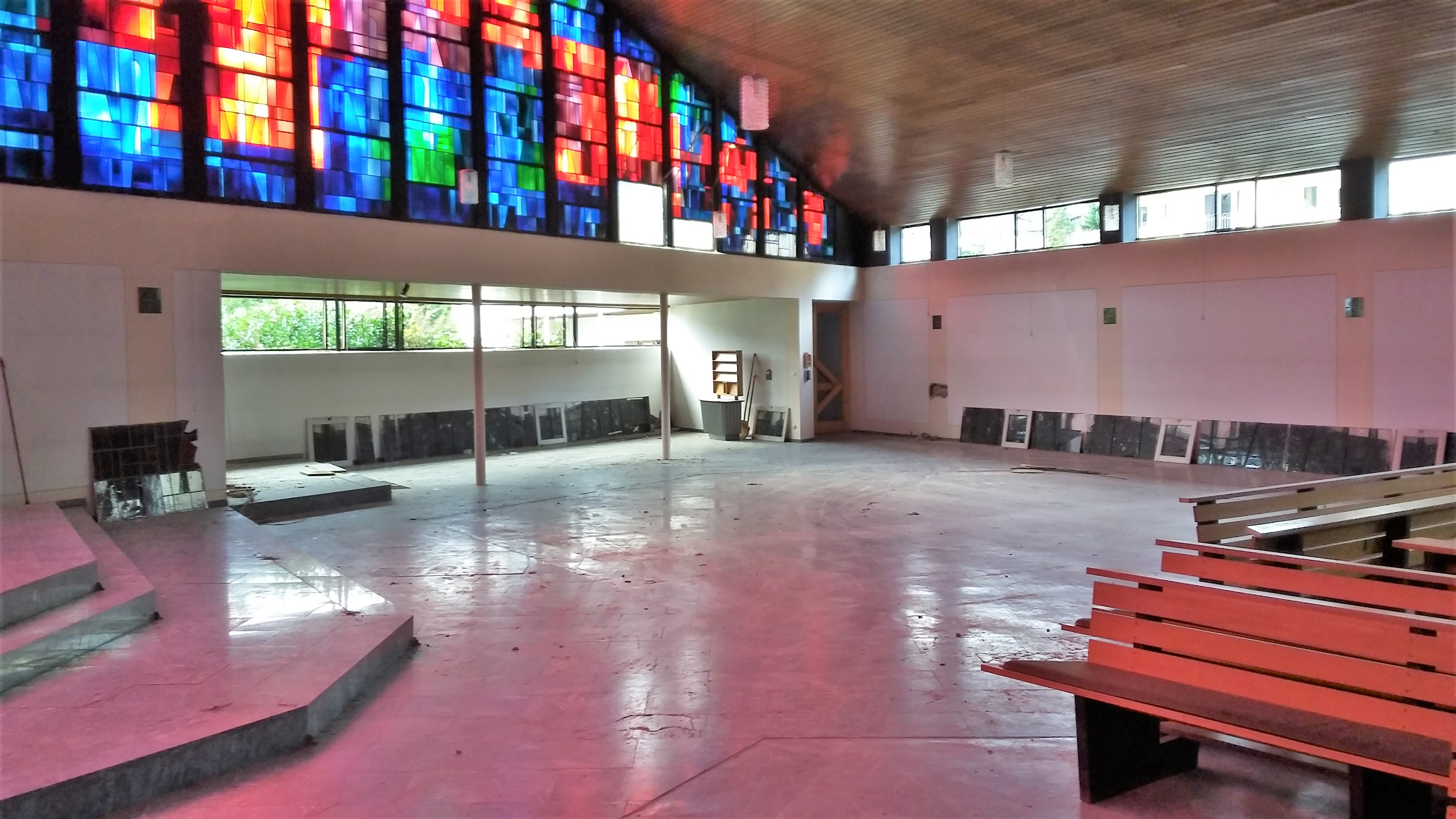
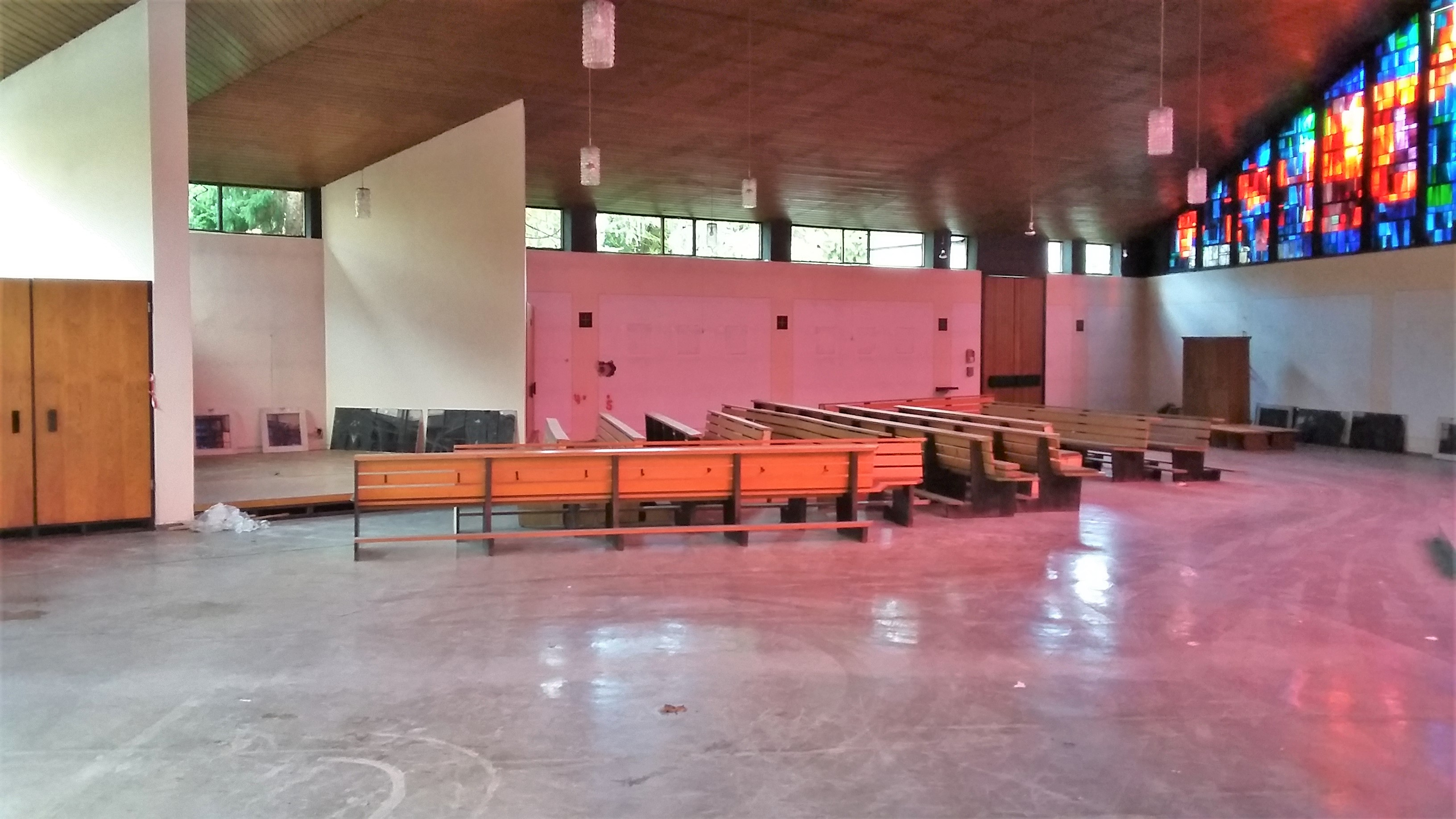